# 3 000 meter hinder för herrar i friidrott vid olympiska sommarspelen 2000
3 000 meter hinder för herrar vid olympiska sommarspelen 2000 i Sydney avgjordes 27-29 september. 

## Medaljörer
| Gren               | Guld                | Guld    | Silver                     | Silver  | Brons              | Brons   |
| 3 000 meter hinder | Reuben Kosgei Kenya | 8.21,43 | Wilson Boit Kipketer Kenya | 8.21,77 | Ali Ezzine Marocko | 8.22,15 |

## Resultat
- Q innebär avancemang utifrån placering i heatet.
- q innebär avancemang utifrån total placering.
- DNS innebär att personen inte startade.
- DNF innebär att personen inte fullföljde.
- DQ innebär diskvalificering.
- NR innebär nationellt rekord.
- OR innebär olympiskt rekord.
- WR innebär världsrekord.
- WJR innebär världsrekord för juniorer
- AR innebär världsdelsrekord (area record)
- PB innebär personligt rekord.
- SB innebär säsongsbästa.
- SB innebär säsongsbästa.

### Försöksheat
| Heat 1 av 3 Datum: Onsdagen den 27 september 2000 | Heat 1 av 3 Datum: Onsdagen den 27 september 2000 | Heat 1 av 3 Datum: Onsdagen den 27 september 2000 | Heat 1 av 3 Datum: Onsdagen den 27 september 2000 | Heat 1 av 3 Datum: Onsdagen den 27 september 2000 | Heat 1 av 3 Datum: Onsdagen den 27 september 2000 | Heat 1 av 3 Datum: Onsdagen den 27 september 2000 | Heat 1 av 3 Datum: Onsdagen den 27 september 2000 |
| Placering                                         | Placering                                         | Idrottare                                         | Nation                                            | Bana/Ordning                                      | Tid                                               | Kval.                                             | Rekord                                            |
| Heat                                              | Totalt                                            | Idrottare                                         | Nation                                            | Bana/Ordning                                      | Tid                                               | Kval.                                             | Rekord                                            |
| ------------------------------------------------- | ------------------------------------------------- | ------------------------------------------------- | ------------------------------------------------- | ------------------------------------------------- | ------------------------------------------------- | ------------------------------------------------- | ------------------------------------------------- |
| 1                                                 | 5                                                 | Reuben Kosgei                                     | Kenya                                             | 4                                                 | 8.23,17                                           | Q                                                 |                                                   |
| 2                                                 | 7                                                 | Ali Ezzine                                        | Marocko                                           | 5                                                 | 8.23,79                                           | Q                                                 |                                                   |
| 3                                                 | 10                                                | Günther Weidlinger                                | Österrike                                         | 12                                                | 8.24,07                                           | Q                                                 |                                                   |
| 4                                                 | 13                                                | Eliseo Martin                                     | Spanien                                           | 6                                                 | 8:24.97                                           | Q                                                 |                                                   |
| 5                                                 | 16                                                | Mark Croghan                                      | USA                                               | 11                                                | 8:25.88                                           |                                                   |                                                   |
| 6                                                 | 22                                                | Bouabdellah Tahri                                 | Frankrike                                         | 13                                                | 8:34.69                                           |                                                   |                                                   |
| 7                                                 | 25                                                | Maru Daba                                         | Etiopien                                          | 7                                                 | 8:35.34                                           |                                                   |                                                   |
| 8                                                 | 27                                                | Florin Ionescu                                    | Rumänien                                          | 3                                                 | 8:37.44                                           |                                                   |                                                   |
| 9                                                 | 29                                                | Sergij Redko                                      | Ukraina                                           | 1                                                 | 8:40.51                                           |                                                   |                                                   |
| 10                                                | 32                                                | Christian Stephenson                              | Storbritannien                                    | 8                                                 | 8:46.66                                           |                                                   |                                                   |
| 11                                                | 35                                                | Mourad Benslimani                                 | Algeriet                                          | 2                                                 | 8:46.66                                           |                                                   |                                                   |
| 12                                                | 36                                                | Chris Unthank                                     | Australien                                        | 9                                                 | 9:11.19                                           |                                                   |                                                   |
| 13                                                | 39                                                | Primo Higa                                        | Salomonöarna                                      | 10                                                | 9:44.12                                           |                                                   |                                                   |

| Heat 2 av 3 Datum: Onsdagen den 27 september 2000 | Heat 2 av 3 Datum: Onsdagen den 27 september 2000 | Heat 2 av 3 Datum: Onsdagen den 27 september 2000 | Heat 2 av 3 Datum: Onsdagen den 27 september 2000 | Heat 2 av 3 Datum: Onsdagen den 27 september 2000 | Heat 2 av 3 Datum: Onsdagen den 27 september 2000 | Heat 2 av 3 Datum: Onsdagen den 27 september 2000 | Heat 2 av 3 Datum: Onsdagen den 27 september 2000 |
| Placering                                         | Placering                                         | Idrottare                                         | Nation                                            | Bana/Ordning                                      | Tid                                               | Kval.                                             | Rekord                                            |
| Heat                                              | Totalt                                            | Idrottare                                         | Nation                                            | Bana/Ordning                                      | Tid                                               | Kval.                                             | Rekord                                            |
| ------------------------------------------------- | ------------------------------------------------- | ------------------------------------------------- | ------------------------------------------------- | ------------------------------------------------- | ------------------------------------------------- | ------------------------------------------------- | ------------------------------------------------- |
| 1                                                 | 4                                                 | Bernard Barmasai                                  | Kenya                                             | 6                                                 | 8.23,08                                           | Q                                                 |                                                   |
| 2                                                 | 6                                                 | Jim Svenøy                                        | Norge                                             | 8                                                 | 8.23,61                                           | Q                                                 | SB                                                |
| 3                                                 | 8                                                 | Khamis Abdullah Saifeldin                         | Qatar                                             | 11                                                | 8.23,04                                           | Q                                                 |                                                   |
| 4                                                 | 9                                                 | Luis Miguel Martin                                | Spanien                                           | 3                                                 | 8:24.04                                           | Q                                                 |                                                   |
| 5                                                 | 12                                                | Damian Kallabis                                   | Tyskland                                          | 4                                                 | 8:24.48                                           | q                                                 |                                                   |
| 6                                                 | 14                                                | Gael Pencreach                                    | Frankrike                                         | 13                                                | 8:25.35                                           | q                                                 |                                                   |
| 7                                                 | 17                                                | Joël Bourgeois                                    | Kanada                                            | 1                                                 | 8:28.07                                           |                                                   |                                                   |
| 8                                                 | 20                                                | Christian Belz                                    | Schweiz                                           | 3                                                 | 8:33.45                                           |                                                   |                                                   |
| 9                                                 | 21                                                | Rafal Wojcik                                      | Polen                                             | 9                                                 | 8:33.51                                           |                                                   |                                                   |
| 10                                                | 24                                                | Anthony Cosey                                     | USA                                               | 10                                                | 8:35.25                                           |                                                   |                                                   |
| 11                                                | 31                                                | El Arbi Khattabi                                  | Marocko                                           | 7                                                 | 8:43.46                                           |                                                   |                                                   |
| 12                                                | 38                                                | Giorgios Giannelis                                | Grekland                                          | 5                                                 | 9:19.14                                           |                                                   |                                                   |
|                                                   |                                                   | Stasi Stathis                                     | Cypern                                            | 2                                                 | DNF                                               |                                                   |                                                   |

| Heat 3 av 3 Datum: Onsdagen den 27 september 2000 | Heat 3 av 3 Datum: Onsdagen den 27 september 2000 | Heat 3 av 3 Datum: Onsdagen den 27 september 2000 | Heat 3 av 3 Datum: Onsdagen den 27 september 2000 | Heat 3 av 3 Datum: Onsdagen den 27 september 2000 | Heat 3 av 3 Datum: Onsdagen den 27 september 2000 | Heat 3 av 3 Datum: Onsdagen den 27 september 2000 | Heat 3 av 3 Datum: Onsdagen den 27 september 2000 |
| Placering                                         | Placering                                         | Idrottare                                         | Nation                                            | Bana/Ordning                                      | Tid                                               | Kval.                                             | Rekord                                            |
| Heat                                              | Totalt                                            | Idrottare                                         | Nation                                            | Bana/Ordning                                      | Tid                                               | Kval.                                             | Rekord                                            |
| ------------------------------------------------- | ------------------------------------------------- | ------------------------------------------------- | ------------------------------------------------- | ------------------------------------------------- | ------------------------------------------------- | ------------------------------------------------- | ------------------------------------------------- |
| 1                                                 | 1                                                 | Laid Bessou                                       | Algeriet                                          | 1                                                 | 8.21,14                                           | Q                                                 |                                                   |
| 2                                                 | 2                                                 | Wilson Boit Kipketer                              | Kenya                                             | 5                                                 | 8.22,07                                           | Q                                                 |                                                   |
| 3                                                 | 3                                                 | Simon Vroemen                                     | Nederländerna                                     | 9                                                 | 8.22,13                                           | Q                                                 |                                                   |
| 4                                                 | 11                                                | Brahim Boulami                                    | Marocko                                           | 6                                                 | 8:24.43                                           | Q                                                 |                                                   |
| 5                                                 | 15                                                | Manuel Silva                                      | Portugal                                          | 14                                                | 8:25.70                                           | q                                                 |                                                   |
| 6                                                 | 18                                                | Pascal Dobert                                     | USA                                               | 3                                                 | 8:29.52                                           |                                                   |                                                   |
| 7                                                 | 19                                                | Justin Chaston                                    | Storbritannien                                    | 4                                                 | 8:31.01                                           |                                                   |                                                   |
| 8                                                 | 23                                                | Lotfi Turki                                       | Tunisien                                          | 12                                                | 8:34.84                                           |                                                   |                                                   |
| 9                                                 | 26                                                | Salvador Miranda                                  | Mexiko                                            | 8                                                 | 8:35.79                                           |                                                   |                                                   |
| 10                                                | 28                                                | Marco Cepeda                                      | Spanien                                           | 2                                                 | 8:40.01                                           |                                                   |                                                   |
| 11                                                | 30                                                | Iaroslav Musinschi                                | Moldavien                                         | 7                                                 | 8:42.04                                           |                                                   |                                                   |
| 12                                                | 33                                                | Giuseppe Maffei                                   | Italien                                           | 13                                                | 8:48.88                                           |                                                   |                                                   |
| 13                                                | 34                                                | Vladimir Pronin                                   | Ryssland                                          | 11                                                | 8:57.69                                           |                                                   |                                                   |
| 14                                                | 37                                                | Eduardo Buenavista                                | Filippinerna                                      | 10                                                | 9:13.71                                           |                                                   |                                                   |

Totala resultat omgång 1
| Försöksheat Totala resultat | Försöksheat Totala resultat | Försöksheat Totala resultat | Försöksheat Totala resultat | Försöksheat Totala resultat | Försöksheat Totala resultat | Försöksheat Totala resultat | Försöksheat Totala resultat | Försöksheat Totala resultat |
| Placering                   | Idrottare                   | Nation                      | Heat                        | Bana/Ordning                | Placering                   | Tid                         | Kval.                       | Rekord                      |
| --------------------------- | --------------------------- | --------------------------- | --------------------------- | --------------------------- | --------------------------- | --------------------------- | --------------------------- | --------------------------- |
| 1                           | Laid Bessou                 | Algeriet                    | 3                           | 1                           | 1                           | 8.21,14                     | Q                           |                             |
| 2                           | Wilson Boit Kipketer        | Kenya                       | 3                           | 5                           | 2                           | 8:22.07                     | Q                           |                             |
| 3                           | Simon Vroemen               | Nederländerna               | 3                           | 9                           | 3                           | 8:22.13                     | Q                           |                             |
| 4                           | Bernard Barmasai            | Kenya                       | 2                           | 6                           | 1                           | 8:23.08                     | Q                           |                             |
| 5                           | Reuben Kosgei               | Kenya                       | 1                           | 4                           | 1                           | 8:23.17                     | Q                           |                             |
| 6                           | Jim Svenøy                  | Norge                       | 2                           | 8                           | 2                           | 8:23:61                     | Q                           | SB                          |
| 7                           | Ali Ezzine                  | Marocko                     | 1                           | 5                           | 2                           | 8:23.79                     | Q                           |                             |
| 8                           | Khamis Abdullah Saifeldin   | Qatar                       | 2                           | 11                          | 2                           | 8:23.94                     | Q                           |                             |
| 9                           | Luis Miguel Martin          | Spanien                     | 2                           | 3                           | 4                           | 8:24.04                     | Q                           |                             |
| 10                          | Günther Weidlinger          | Österrike                   | 1                           | 12                          | 3                           | 8:24.07                     | Q                           |                             |
| 11                          | Brahim Boulami              | Marocko                     | 3                           | 6                           | 4                           | 8:24.43                     | Q                           |                             |
| 12                          | Damian Kallabis             | Tyskland                    | 2                           | 4                           | 5                           | 8:24.48                     | Q                           |                             |
| 13                          | Eliseo Martin               | Spanien                     | 1                           | 6                           | 4                           | 8:24.97                     | Q                           |                             |
| 14                          | Gael Pencreach              | Frankrike                   | 2                           | 13                          | 6                           | 8:25.35                     | q                           |                             |
| 15                          | Manuel Silva                | Portugal                    | 3                           | 14                          | 15                          | 8:25.70                     | q                           |                             |
| 16                          | Mark Croghan                | USA                         | 1                           | 11                          | 5                           | 8:25.88                     |                             |                             |
| 17                          | Joël Bourgeois              | Kanada                      | 2                           | 1                           | 7                           | 8:28.07                     |                             |                             |
| 18                          | Pascal Dobert               | USA                         | 3                           | 3                           | 6                           | 8:29.52                     |                             |                             |
| 19                          | Justin Chaston              | Storbritannien              | 3                           | 4                           | 7                           | 8:31.01                     |                             |                             |
| 20                          | Christian Belz              | Schweiz                     | 2                           | 12                          | 8                           | 8:33.45                     |                             |                             |
| 21                          | Rafal Wojcik                | Polen                       | 2                           | 9                           | 9                           | 8:33.51                     |                             |                             |
| 22                          | Bouabdellah Tahri           | Frankrike                   | 1                           | 13                          | 6                           | 8:34.69                     |                             |                             |
| 23                          | Lotfi Turki                 | Tunisien                    | 3                           | 12                          | 8                           | 8:34.84                     |                             |                             |
| 24                          | Anthony Cosey               | USA                         | 2                           | 10                          | 10                          | 8:35.25                     |                             |                             |
| 25                          | Maru Daba                   | Etiopien                    | 1                           | 7                           | 7                           | 8:35.34                     |                             |                             |
| 26                          | Salvador Miranda            | Mexiko                      | 3                           | 8                           | 9                           | 8:35.79                     |                             |                             |
| 27                          | Florin Ionescu              | Rumänien                    | 1                           | 3                           | 8                           | 8:37.44                     |                             |                             |
| 28                          | Marco Cepeda                | Spanien                     | 3                           | 2                           | 10                          | 8:40.01                     |                             |                             |
| 29                          | Sergij Redko                | Ukraina                     | 1                           | 1                           | 9                           | 8:40.51                     |                             |                             |
| 30                          | Iaroslav Musinschi          | Moldavien                   | 3                           | 7                           | 11                          | 8:42.04                     |                             |                             |
| 31                          | El Arbi Khattabi            | Marocko                     | 2                           | 7                           | 11                          | 8:43.46                     |                             |                             |
| 32                          | Christian Stephenson        | Storbritannien              | 1                           | 8                           | 10                          | 8:46.66                     |                             |                             |
| 33                          | Giuseppe Maffei             | Italien                     | 3                           | 13                          | 12                          | 8:48.88                     |                             |                             |
| 34                          | Vladimir Pronin             | Ryssland                    | 3                           | 11                          | 13                          | 8:57.69                     |                             |                             |
| 35                          | Mourad Benslimani           | Algeriet                    | 1                           | 2                           | 11                          | 8:59.07                     |                             |                             |
| 36                          | Chris Unthank               | Australien                  | 1                           | 9                           | 12                          | 9:11.19                     |                             |                             |
| 37                          | Eduardo Buenavista          | Filippinerna                | 3                           | 10                          | 14                          | 9:13.71                     |                             |                             |
| 38                          | Giorgios Giannelis          | Grekland                    | 2                           | 5                           | 12                          | 9:19.14                     |                             |                             |
| 39                          | Primo Higa                  | Salomonöarna                | 1                           | 10                          | 13                          | 9:44.12                     |                             |                             |
|                             | Stasi Stathis               | Cypern                      | 2                           | 2                           |                             | DNF                         |                             |                             |

### Final
| Final Totala resultat | Final Totala resultat     | Final Totala resultat | Final Totala resultat | Final Totala resultat | Final Totala resultat |
| Placering             | Idrottare                 | Nation                | Bana/Ordning          | Tid                   | Rekord                |
| --------------------- | ------------------------- | --------------------- | --------------------- | --------------------- | --------------------- |
| 1                     | Reuben Kosgei             | Kenya                 | 15                    | 8.21,43               |                       |
| 2                     | Wilson Boit Kipketer      | Kenya                 | 14                    | 8.21,77               |                       |
| 3                     | Ali Ezzine                | Marocko               | 13                    | 8.22,15               |                       |
| 4                     | Bernard Barmasai          | Kenya                 | 11                    | 8.22,23               |                       |
| 5                     | Luis Miguel Martin        | Spanien               | 12                    | 8.22,75               |                       |
| 6                     | Eliseo Martin             | Spanien               | 1                     | 8.23,00               |                       |
| 7                     | Brahim Boulami            | Marocko               | 1                     | 8.24,32               |                       |
| 8                     | Günther Weidlinger        | Österrike             | 3                     | 8.26,70               |                       |
| 9                     | Jim Svenøy                | Norge                 | 7                     | 8.27,20               |                       |
| 10                    | Khamis Abdullah Saifeldin | Qatar                 | 6                     | 8.30,89               |                       |
| 11                    | Laid Bessou               | Algeriet              | 8                     | 8.33,07               |                       |
| 12                    | Simon Vroemen             | Nederländerna         | 9                     | 8.37,87               |                       |
| 13                    | Manuel Silva              | Portugal              | 2                     | 8.38,63               |                       |
| 14                    | Gael Pencreach            | Frankrike             | 5                     | 8.41,19               |                       |
| 15                    | Damian Kallabis           | Tyskland              | 10                    | 9.09,78               |                       |